# Brent Everett
Pour les articles homonymes, voir Everett.
Brent Everett, de son vrai nom Dustin Germaine, est un acteur et producteur pornographique, ainsi qu'un mannequin canadien, né le 10 février 1984 à Moose Jaw (Saskatchewan).
Depuis ses premières performances en 2003, Brent Everett a joué dans une vingtaine de productions pour un large éventail de studios. Il est reconnu pour ses éjaculations puissantes et abondantes ainsi que pour son pénis de 21,5 cm.

## Carrière
Brent Everett a déjà pratiqué le barebacking dans plusieurs de ses films, mais la plupart de ceux-ci furent tournés avec son compagnon Chase McKenzie, avec qui il commença sa carrière dans la pornographie. Everett est actif et passif.
Contrairement à d'autres acteurs, Brent Everett n'a jamais signé de contrat d'exclusivité avec un studio pornographique, ce qui lui a permis de changer comme bon lui semblait de studio de production. Il est apparu comme modèle dans le numéro de septembre 2003 du magazine Freshmen et a aussi fait des apparitions dans le magazine Playguy.
Pour aller encore plus loin dans sa carrière pornographique, Brent Everett a ouvert son propre site internet en 2004, offrant des photos et vidéos à télécharger et ses désormais célèbres shows lives à la webcam. Le site propose également une boutique en ligne où il est possible d'acquérir des vêtements de l'acteur (portés et dédicacés).
En 2007, le magazine PREF mag est le premier en France à s'intéresser à Brent Everett : après une interview en exclusivité, Mike Nietomertz lui consacre sa rubrique « PREF-IXE » du numéro 26, dans un article mettant en avant la maîtrise de sa carrière par le jeune acteur.
En mars 2014, il est élu « meilleur acteur porno international » lors des Prowler Porn Awards,.

## Filmographie
- 2003 : Navy Blues: Deeper in the Brig de Chip Daniels (ms) (Centaur Films) : le marin Jake Mitchell
- 2003 : My Over-stuffed Jeans de Brad Austin (Catalina Video (es))
- 2003 : Barebacking Across America de Brad Flannery (Tipo Sesso) : Brent
- 2003 : Cruising It de Derek Kent (Studio 2000 (pt)) : Carter
- 2004 : Little Big League de Doug Jeffries (de) (Channel 1 Releasing (de))
- 2004 : Boyland de Dan Cross (All Worlds)
- 2004 : Lookin' for Trouble (Channel 1 Releasing)
- 2004 : Schoolboy Crush de Bryan Phillips (Cobra Video) : Brent
- 2004 : Bareboned Twinks (Cobra Video)
- 2005 : Wicked de Chi Chi LaRue (Channel 1 Releasing, Rascal Video)
- Best of Brent Everett (CruisingForSex)
- Aaron's 19th Birthday (CruisingForSex)
- Cruisemaster's Road Trip 5 (CruisingForSex)
- Sex Motel (CruisingForSex)
- 2005 : Super Soaked de Chi Chi LaRue (Falcon Studios)
- 2006 : Little Big League 2: 2d Inning de Doug Jeffriers (Channel 1 Releasing)
- 2006 : Vancouver Nights de Jesse Kiehl et Jeremy Hall
- 2006 : Wantin' More (Triple X Studios)
- 2006 : Starting Young 2 (Channel 1 Releasing, Rascal Video)
- 2006 : Naughty Boy's Toys de Bryan Phillips
- 2010 : Fuck U de Chi Chi LaRue
- 2010 : Brent Everett is wetter than ever de Chi Chi LaRue
- 2010 : Grand Slam: Little Big League IV de Doug Jeffries
- 2011 : Mitchell Rock Megastud! (Channel 1 Releasing)
- 2011 : Some Things Cum Up! (Channel 1 Releasing)
- 2011 : Brother Fucker (Channel 1 Releasing)[7]
- 2011 : Wantin' More (Triple X Studios)
- 2011 : Raising The Bar (Channel 1 Releasing)
- 2011 : Take a Load Off (Channel 1 Releasing)
- 2011 : Man Play 10 (TitanMen)